# 천장지구
《천장지구》(To Love With No Regret, 원제: 天若有情, A Moment Of Romance)는 홍콩에서 제작된 진목승 감독의 1990년 액션, 드라마, 멜로/로맨스 영화이다. 유덕화 등이 주연으로 출연하였고 두기봉 등이 제작에 참여하였다.

## 출연

### 주연
- 유덕화
- 오천련

### 조연
- 황광량
- 오맹달